# ラプエンテ (カリフォルニア州)
ラプエンテ（La Puente）は、アメリカ合衆国カリフォルニア州のロサンゼルス郡にある都市。人口は3万8062人（2020年）。ダウンタウン・ロサンゼルスの東32キロメートルに位置している。

## 概要
工業地帯のインダストリー市（City of Industry）に隣接しており、多くの市民がここで働いている。2020年アメリカ合衆国国勢調査によれば、市の人口の7割はヒスパニックである。

## 歴史
古くはサンガブリエル伝道所付属の牧場があった所で、地名は牧場の名前を継承している。「プエンテ」はスペイン語で「橋」である。牧場はサンガブリエル川の反対側にあり、木橋が掛けられていた。名付け親はフアン・クレスピであると推定されている。

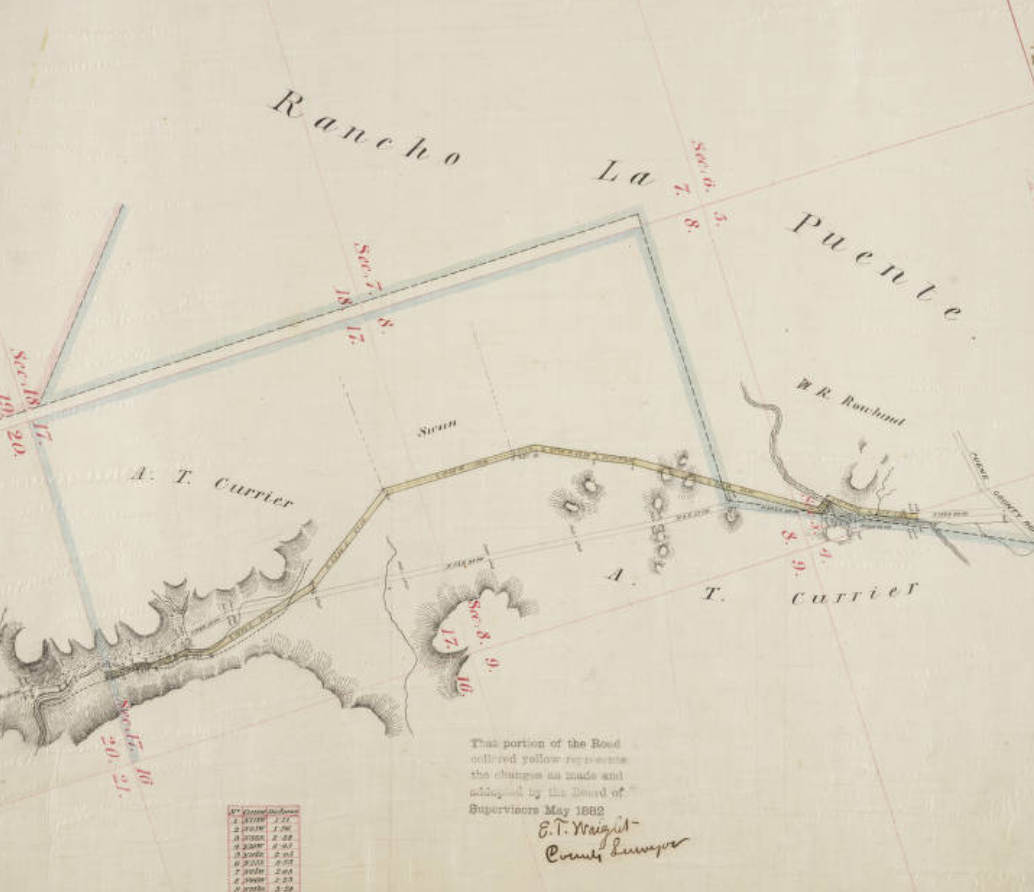
ラプエンテ牧場の古地図

## 関係者
- アルトゥロ・マルケス：音楽家